# Терещенко, Кузьма Кириллович
Кузьма Кириллович Терещенко (1883, Киевская губерния — 25 сентября 1930, Азербайджанская ССР) — эсер, делегат Всероссийского Учредительного собрания.

## Биография
Кузьма Терещенко родился в 1883 году в Васильковском уезде Киевской губернии. Он получил профессию учителя и некоторое время работал по специальности. Кузьма Кириллович оказался под надзором «царской охранки» в 1905 году как член Партии социалистов-революционеров (ПСР).
В 1906 году он был арестован за революционную пропаганду среди крестьян Рыльского уезда Курской губернии и выслан по решению местного суда в Архангельскую губернию.
В 1917 году Кузьма Терещенко был избран в члены Учредительного собрания по Астраханскому избирательному округу от эсеров и Совета крестьянских депутатов (список № 6). 5 января 1918 года он стал участников знаменитого заседания-разгона Собрания.
В годы Гражданской войны Терещенко отошел от политической деятельности. Впоследствии он стал известным советским ихтиологом и специалистом по рыболовству, одним из руководителей Азербайджанского рыбного треста. Был обвинен во вредительстве (по «процессу 48 деятелей рыбной промышленности») и приговорён к расстрелу. Приговор был приведен в исполнение. О реабилитации сведений нет.